# Capità regent
Els dos capitans regents (italià: capitani reggenti) són els caps d'estat de la República de San Marino. Cada sis mesos, el Consell Gran i General –el parlament– escull dos capitans regents que exerciran el càrrec col·legiadament durant mig any. Les preses de possessió es duen a terme l'1 d'abril i l'1 d'octubre.
A banda de les funcions de caps d'estat, els capitans regents també presideixen el govern i el parlament. El fet d'existir aquesta diarquia (dos caps de govern) prové directament de l'època de la República Romana, on hi havia dos cònsols.
Denise Bronzetti i Italo Righi són capitans regents entre l'1 d'abril de 2025 i l'1 d'octubre de 2025.

## Història
Inicialment els regents realitzaven la tasca d'administrar justícia, però al llarg dels anys van anar guanyant poder en l'àmbit administratiu, juntament amb el Consell Gran i General. Els primers capitans regents, Oddone Scarito i Filippo da Sterpeto van ser escollits el 12 de desembre de 1243 amb el títol de consules, com els magistrats de l'època romana.
A finals del segle xiii, els noms dels càrrecs van començar a canviar: un prenia el títol de «capità» i l'altre el de «defensor». L'any 1317, els títols eren "capità" i "rector". Normalment un dels dos pertanyia a una persona de classe alta, per garantir que qui ostentés el càrrec tingués suficient capacitat per governar; mentre que l'altre càrrec era ostentat per algú de la classe baixa.
El 1972 es va aprovar una llei que abolia totes les restriccions que impedien que les dones poguessin tenir cap càrrec polític. La primera dona en ser escollida capitana regent va ser Maria Lea Pedini-Angelini, a l'abril de 1981. El primer cop que ambdós càrrecs de capitans regents va ser ocupat per dones va ser l'1 d'abril de 2017, amb Vanessa D'Ambrosio i Mimma Zavoli.

## Elecció
El Consell Gran i General escull els capitans regents cada sis mesos, i normalment són escollits diputats de diferents partits, per tal d'assegurar una funció de control recíproc. Surt electe la parella que obté la majoria absoluta dels vots. Hi ha una segona volta en cas que cap parella obtingui la majoria absoluta. El procés electoral està regulat per una llei de 1945, basada en estatuts del segle xvii. El resultat de la votació s'anuncia des del balcó del Palazzo Pubblico.

### Elegibilitat
Els candidats han de complir una sèrie de condicions:
- Tenir nacionalitat sanmarinesa
- Tenir almenys 25 anys
- Ser diputat del Consell Gran i General
- No haver estat capità regent durant els últims tres anys

## Càrrecs
El títol de capità regent es pot considerar el més alt de la República de San Marino. Els dos capitans regents exerceixen de caps d'estat de manera col·legiada, amb capacitat de veto recíproca. El títol honorífic és d'Excel·lència.
El poder dels capitans regents és simbòlic, ja que la seva tasca principal és representar el país i garantir l'ordre constitucional. També supervisen el Consell Gran i General (parlament), el Congrés d'Estat (govern) i el Consell dels XII, però sense dret de vot. Són els encarregats de dissoldre el parlament al final de la legislatura i de promulgar i fer publicar les lleis aprovades.

## Sindicat de la Regència
Durant els seus mandats, els capitans regents no poden ser encausats. Des del final del mandat i fins a quinze dies després, qualsevol ciutadà amb dret de vot pot presentar les seves queixes i denúncies sobre l'activitat de govern. Qualsevol procés iniciat sobre els ex-regents és dut a terme per l'anomenat Sindicat de la Regència (Sindacato della Reggenza) i seran jutjats sobre la base de "què han fet i què no" durant el mandat. Aquest procés fou establert el 1499.

## Llista de referències
1. ↑  «Captains Regent - Repubblica di San Marino, portale ufficiale» (en italià).   www.sanmarino.sm. [Consulta: 8 febrer 2018].
2. 1 2  «Election of the Captains Regent - Repubblica di San Marino, portale ufficiale» (en italià).   www.sanmarino.sm. [Consulta: 8 febrer 2018].
3. ↑  «Women Captains Regent - Repubblica di San Marino, portale ufficiale» (en italià).   www.sanmarino.sm. [Consulta: 8 febrer 2018].